# Course du Japon des voitures de tourisme
La Course du Japon des voitures de tourisme (FIA WTCC Race of Japon) est une épreuve présente au calendrier du Championnat du monde des voitures de tourisme depuis 2008 sans discontinuer. Plusieurs circuits ont accueilli le championnat du monde. Entre 2008 et 2010, c'est le Circuit international d'Okayama qui était utilisé, puis le championnat s'est déplacé sur le Circuit de Suzuka pendant les 4 années suivantes.

À partir de 2015, cette épreuve a lieu sur le Twin Ring Motegi, circuit construit par Honda en 1997 et faisant partie des épreuves du MotoGP.

## Palmarès
| Saison | Course   | Pilote            | Constructeur | Circuit          |
| ------ | -------- | ----------------- | ------------ | ---------------- |
| 2008   | Course 1 | Rickard Rydell    | SEAT         | Okayama          |
| 2008   | Course 2 | Tom Coronel       | SEAT         | Okayama          |
| 2009   | Course 1 | Andy Priaulx      | BMW          | Okayama          |
| 2009   | Course 2 | Augusto Farfus    | BMW          | Okayama          |
| 2010   | Course 1 | Rob Huff          | Chevrolet    | Okayama          |
| 2010   | Course 2 | Colin Turkington  | BMW          | Okayama          |
| 2011   | Course 1 | Alain Menu        | Chevrolet    | Suzuka East      |
| 2011   | Course 2 | Tom Coronel       | BMW          | Suzuka East      |
| 2012   | Course 1 | Alain Menu        | Chevrolet    | Suzuka East      |
| 2012   | Course 2 | Stefano D'Aste    | BMW          | Suzuka East      |
| 2013   | Course 1 | Norbert Michelisz | Honda        | Suzuka East      |
| 2013   | Course 2 | Tom Coronel       | BMW          | Suzuka East      |
| 2014   | Course 1 | José María López  | Citroën      | Suzuka GP        |
| 2014   | Course 2 | Gabriele Tarquini | Honda        | Suzuka GP        |
| 2015   | Course 1 | José María López  | Citroën      | Twin Ring Motegi |
| 2015   | Course 2 | Tiago Monteiro    | Honda        | Twin Ring Motegi |
| 2016   | Course 1 | Norbert Michelisz | Honda        | Twin Ring Motegi |
| 2016   | Course 2 | Yvan Muller       | Citroën      | Twin Ring Motegi |
| 2017   | Course 1 | Tom Chilton       | Citroën      | Twin Ring Motegi |
| 2017   | Course 2 | Mehdi Bennani     | Honda        | Twin Ring Motegi |
| 2018   | Course 1 |                   |              | Suzuka GP        |
| 2018   | Course 2 |                   |              | Suzuka GP        |
| 2018   | Course 3 |                   |              | Suzuka GP        |